# Florida Ridge
Florida Ridge es un lugar designado por el censo ubicado en el condado de Río Indio en el estado estadounidense de Florida. En el Censo de 2010 tenía una población de 18.164 habitantes y una densidad poblacional de 557,31 personas por km².

## Geografía
Florida Ridge se encuentra ubicado en las coordenadas 27°34′56″N 80°22′59″O / 27.58222, -80.38306. Según la Oficina del Censo de los Estados Unidos, Florida Ridge tiene una superficie total de 32.59 km², de la cual 27.89 km² corresponden a tierra firme y (14.42%) 4.7 km² es agua.

## Demografía
Según el censo de 2010, había 18.164 personas residiendo en Florida Ridge. La densidad de población era de 557,31 hab./km². De los 18.164 habitantes, Florida Ridge estaba compuesto por el 77.84% blancos, el 15.62% eran afroamericanos, el 0.33% eran amerindios, el 1.23% eran asiáticos, el 0.05% eran isleños del Pacífico, el 2.68% eran de otras razas y el 2.25% pertenecían a dos o más razas. Del total de la población el 10.64% eran hispanos o latinos de cualquier raza.